# Cadillac PF 200
Der Cadillac PF 200 war ein Konzeptfahrzeug, das die Cadillac-Division von General Motors 1954 vorstellte. Das flache Cabriolet war von Pininfarina gestaltet und besaß einen großen, ovalen Kühlergrill mit breitem, verchromten Rahmen, in den ein ebenso verchromtes V eingesetzt war. Seitlich des Kühlergrills waren auf den Frontstoßfängern Stoßstangenhörner in Raketenform aufgesetzt.
Der Zweisitzer war silbergrau lackiert und die Innenausstattung war in Beige gehalten. Es kam nie zu einer Serienfertigung.